# Breitkopf-Katalog
Der Breitkopf-Katalog, sogenannt nach seinem Autoren, dem Leipziger Gelehrten, Buch- und Musikalienhändler Johann Gottlob Immanuel Breitkopf (1719–1794), ist ein „thematischer-“ oder „Incipit-Musikalienkatalog“, der aufgrund seiner  Ausführlichkeit und seines Umfangs dem Musikalienhandel im 18. Jahrhundert einen großen Aufschwung gab. Instrumentale und vokale Kompositionen aller Gattungen sind darin mit ihrem Anfangsthema und/oder den ersten Takten (lateinisch Incipit ‚Beginn‘) verzeichnet und so für Interessierte und Käufer identifizierbar.

## Der Anfang
Im Jahr 1755 gab Johann Gottlob Immanuel Breitkopf im Leipziger Verlagsgeschäft seines Vaters Bernhard Christoph Breitkopf dem bisherigen Kupferstich-Notendruck durch Verfeinerung und Optimierung der beweglichen Notendrucktypen einen neuen Aufschwung. Ein erstes Verzeichnis von 1761 wurde noch nicht gedruckt. Ab 1762 begann er mit Hilfe der modernen Noten-Drucktechnik seine umfangreiche Notensammlung für den Handel anzubieten und dafür systematisch nach Gattungen zu katalogisieren, wobei er jedes Werk durch ein kurzes (gedrucktes) Notenincipit kenntlich machte. Es handelte sich um mehrere tausend Musikstücke, die von da an in jährlich aufeinanderfolgenden Katalogen zur Leipziger Messe angeboten wurden. Dem ersten gedruckten Breitkopf-Katalog zur Leipziger Neujahrsmesse 1762 folgten weitere fünf Bände und 16 Supplementbände fortfahrend bis 1787. Er ging so vor, indem er beispielsweise die Auswahl der Notenwerke nach Titelbegriffen wie Sinfonie (des ersten Bandes) durch jeweils immer wieder andere aktuelle Gattungsbezeichnungen in den Folgebänden, z. B. Concerti, Quartetti oder Operntitel usw. ersetzte.

## Breitkopfs Notensammlung
Im Unterschied zu einem individuellen Katalog für einen einzelnen Komponisten (z. B. das Köchelverzeichnis für die Werke Mozarts), verzeichnet der Breitkopf-Katalog Musikwerke zahlreicher Komponisten aus ganz Europa, hauptsächlich des 18. Jahrhunderts. Darunter finden sich sowohl bekannte Namen (Haydn, Händel), wie unbekannte (Jänichen). Es handelt sich um die mehrere Tausend Werke umfassende Musikalien-Verkaufs-Sammlung – weltliche und geistliche Musik aller Gattungen – die von Breitkopf in einem Lager gehalten wurde; sie wurde der Grundstock des als heute ältester Musikverlag der Welt angesehenen Unternehmens. Er selbst nannte den Aufbewahrungsort seiner Noten „meine Officin“ nach der Art seiner Arbeit daran, dem mechanisierten Setzen musikalischer Werke und ihrer Incipits. Die Frage, wie er zu dieser Sammlung kam und wie das Material beschaffen war, wie viele Drucke bzw. anteilmäßig Handschriften dazu gehörten, ist im Gesamten nicht untersucht. Er muss mit dem Sammeln begonnen haben, als er noch nicht im Geschäft seines Vaters arbeitete, das er, dessen einziger Sohn, zunächst nie übernehmen wollte.
Über Breitkopfs musikalische Ausbildung und Musikpflege – Grundvoraussetzung seiner Noten-Sammlung – ist nur bekannt, dass er „einige Jahre seiner akademischen Laufbahn den Musen gewidmet“ habe. Von den Noten ließ er auf Bestellung Kopien zum Verkauf anfertigen, die sogenannten Breitkopf-Kopien. Welche Bedeutung manchen Breitkopf-Kopien zukommt, wird speziell bei seiner Überlieferung Bach’scher Motetten klar. Breitkopf stand mit seinen Kunden, ob Einzelpersonen oder Höfe, Hofkapellmeister, Komponisten (deren Werke er druckte und vertrieb) oder städtische Kulturschaffende, in Korrespondenz.

## Zweifelhafte Zuschreibungen
In seiner Nacherinnerung am Ende des ersten Katalogbandes beschreibt Breitkopf, wie er die musikalischen Werke der Komponisten durch die Katalogisierung ihrer Themata auch nach ihrem Namen „kenntlich zu machen und von einander zu unterscheiden gesucht habe, so wie man die Bücher nach ihren Titeln unterscheidet.“ Dabei gab es, wie er betont, oftmals „zweifelhafte Fälle“ bei der Autorenfrage und „gewisse, unvermeidliche Fehler“ bei der Zuschreibung:

„Wie manchen Streit hat man nicht auszumachen, und wie manchen geheimen Kampf zu überwinden, wenn man jedem Verfasser das Seinige geben, und die unter verschiedenen Nahmen [beide Wörter hervorgehoben] vorkommenden Stücke ihren wahren Meistern zueignen will? Und wenn man in so zweifelhaften Fällen, dergleichen mir gar oft vorgekommen sind, durch Nachfragen nicht viel herausbringt […]“